# قولج (قرة باشلو)
قولج (بالفارسية: قولج) هي قرية تقع في إيران في خراسان رضوي. يقدر عدد سكانها بـ 137 نسمة بحسب إحصاء 2016.